# Piotr Przydział
Piotr Przydział, nacido el 15 de mayo de 1974 es un ciclista polaco,miembro del equipo Passage Cycling Team. Debutó como profesional en 2000 y ha sido Campeón de Polonia en Ruta en 2003 y Campeón de Polonia en Contrarreloj en 1998 y 2001. También ganó el Tour de Polonia en 2000.

## Palmarés
| 1998 - Campeonato de Polonia Contrarreloj 1999 - 1 etapa de la Vuelta a Portugal - 1 etapa de la Carrera de la Paz - 2.º en el Campeonato de Polonia en Ruta 2000 - Tour de Polonia 2001 - Campeonato de Polonia Contrarreloj - Majowy Wyścig Klasyczny - Lublin - 2 etapas del Tour de Malopolska - Baltyk-Karkonosze Tour | 2002 - 2 etapas de la Carrera de la Paz 2003 - Campeonato de Polonia en Ruta - Szlakiem Grodów Piastowskich 2004 - Szlakiem Grodów Piastowskich, más 1 etapa - Majowy Wyścig Klasyczny-Lublin 2005 - GP Kooperativa |

## Resultados en las grandes vueltas

### Giro de Italia
- 2003 : abandono